# Myonanthus bankamensis
Myonanthus bankamensis is een zeeanemonensoort uit de familie Actiniidae.
Myonanthus bankamensis is voor het eerst wetenschappelijk beschreven door Carlgren in 1928.